# 东北木蓼
东北木蓼（学名：Atraphaxis manshurica）为蓼科木蓼属下的一个种。